# Station Docklands
Station Docklands  is een spoorwegstation in de Docklands van Dublin. Het station is het eindpunt van de  Docklandslijn. Het station is met name gebouwd om Connolly te ontlasten. Het heeft echter geen spoor- of tramverbinding met het centrum van Dublin. Het zal waarschijnlijk verplaatst worden en dan wel een aansluiting krijgen als DART Underground wordt aangelegd. De bouw van deze ambitieuze verbinding tussen Heuston en Docklands via Pearse is echter voorlopig uitgesteld.
Het huidige station wordt bediend door forensentreinen die rijden tussen Docklands en M3 Parkway. In de spits rijden twee treinen per uur, buiten de spits een. De Docklandslijn rijdt alleen op werkdagen. 